# Begraafplaatsen en herdenkingssites van de Eerste Wereldoorlog (Westelijk Front)
Begraafplaatsen en herdenkingssites van de Eerste Wereldoorlog (Westelijk Front) is sinds 2023 (45e sessie van de Commissie voor het Werelderfgoed) een inschrijving op de Unesco-Werelderfgoedlijst in België en Frankrijk. Het Werelderfgoed omvat 139 verschillende herdenkingsmonumenten en militaire begraafplaatsen aan het Westelijk Front van de Eerste Wereldoorlog: 43 plekken in Noord-België (27 in Vlaanderen en 16 in Wallonië) en 96 sites in Noord- en Oost-Frankrijk.

## België

### Vlaanderen
Zevenentwintig sites bevinden zich in de Vlaamse Westhoek:
- Monument voor de vermisten Nieuport Memorial (Nieuwpoort)
- Duitse militaire begraafplaats Vladslo (Diksmuide)
- Crypte van de IJzertoren (Diksmuide)
- Belgische militaire begraafplaats Oeren (Alveringem)
- Belgische militaire begraafplaats Houthulst (Houthulst)
- Duitse militaire begraafplaats Langemark (Langemark-Poelkapelle)
- Canadees Monument The Brooding Soldier (Langemark-Poelkapelle)
- Gemenebest militaire begraafplaats Tyne Cot Cemetery (Zonnebeke)
- Cluster van 2 Gemenebest militaire begraafplaatsen in en rond het Doelbos (Zonnebeke) (Buttes New British Cemetery, Polygon Wood en Polygon Wood Cemetery)
- Gemenebest militaire Essex Farm Cemetery (Ieper)
- Cluster van 4 Gemenebest militaire begraafplaatsen nabij Pilkem (Ieper)
- Monument voor de vermisten Menenpoort (Ieper)
- Gemenebest militaire begraafplaats Bedford House Cemetery (Ieper)
- Cluster van 4 Gemenebest militaire begraafplaatsen nabij de Palingbeek (Ieper) (Spoilbank Cemetery, Chester Farm Cemetery, Woods Cemetery, First D.C.L.I. Cemetery, The Bluff, Hedge Row Trench Cemetery)
- Cluster van 2 militaire begraafplaatsen op de Kemmelberg (Heuvelland) (Ossuaire Kemmelberg en Monument Aux Soldats Français)
- Cluster van 2 Gemenebest militaire begraafplaatsen rond Spanbroekmolen (Heuvelland) (Spanbroekmolen British Cemetery)
- Iers monument Island of Ireland Peace Tower (Mesen)
- Gemenebest militaire begraafplaats Lijssenthoek (Poperinge)

### Wallonië
- Begraafplaats van Robermont in Luik
- Het Fort van Loncin in Ans
- De Franse militaire begraafplaatsen van l’Orée de la Forêt, Le Plateau en de Frans-Duitse begraafplaats Le Radan in Tintigny
- L’enclos des fusillés in Tamines
- De Franse militaire begraafplaats Cimetière de la Belle-Motte in Aiseau-Presles
- St. Symphorien Military Cemetery in Bergen
- Ploegsteert Memorial (Strand, Prowse Point, Mud Corner, Toronto Avenue, Ploegsteert Wood en Rifle House) in Komen-Waasten

## Frankrijk
In Frankrijk gaat het om 96 sites, waaronder:
- Chemin des Dames
- Ossuarium van Douaumont
- Canadian National Vimy Memorial
- Fort Douaumont
- Caverne du Dragon
- Thiepval Memorial
- Longueval Road Cemetery
- Nécropole nationale d'Assevent
- Nécropole nationale de Notre-Dame de Lorette
- Monument van Navarin
- Deutscher Soldatenfriedhof Neuville-Saint-Vaast
- Amerikaanse militaire begraafplaats in Romagne-sous-Montfaucon
- Militaire begraafplaats op de Hartmannswillerkopf